# Lugano
Lugano er en by i det sydøstlige Schweiz beliggende i den italiensk-talende kanton Ticino, der grænser op til Italien.
Lugano ligger ved Luganosøen og er i dag praktisk taget vokset sammen med nabobyen Paradiso.